# Otton II de Habsbourg
Otton II,  dit le Docte, comte de Habsbourg est né en 1057. À partir de 1090, il est également  comte de Sundgau.
Il est le fils de Werner Ier de Habsbourg et de Reginlinde de Nellenbourg.
D'une femme inconnue (il semble Hilla voire Hilda de Ferrette), il a eu :
- Werner II de Habsbourg (1100 - 1167) ;
- Gertrude de Habsbourg (1086 - 1133)[réf. nécessaire] ;
- Hadewich de Habsbourg (1100 - ) ;
- Adelheid Adélaïde de Habsbourg (? - 1167) ∞ Thierry de Henneberg (1110 - 1159).

Vassal de l'empereur Henri V, il participe à une campagne contre le roi de Hongrie, Coloman.  Il est assassiné le 8 novembre 1111 au château de Butenheim en Alsace.

## Sources
- Otton II de Habsbourg sur la Medieval Lands (Foundation for Medieval Genealogy).
- Tables généalogiques du château de Kyburg.